# Leptothorax mariposa
Leptothorax mariposa är en myrart som beskrevs av Wheeler 1917. Leptothorax mariposa ingår i släktet smalmyror, och familjen myror. Inga underarter finns listade i Catalogue of Life.